# L'Impasse (Star Trek)
Pour l’article homonyme, voir Impasse (homonymie).
L'Impasse (The Empath) est le douzième épisode de la troisième saison de la série télévisée Star Trek. Il fut diffusé pour la première fois le 6 décembre 1968 sur la chaîne américaine NBC.
Kirk, McCoy et Spock sont maintenus prisonniers dans le laboratoire souterrain d'une planète d'un système en voie de disparition. Ils se retrouvent cobayes de deux savants souhaitant faire des expériences sur la survie à la torture. Ils y rencontrent une étrange humanoïde qu'ils nomment Gem et qui a la faculté de guérir autrui des pires blessures, au risque d'y perdre sa propre vie.

## Distribution

### Acteurs principaux
- William Shatner — James T. Kirk (VF : Yvon Thiboutot)
- Leonard Nimoy — Spock (VF : Régis Dubost)
- DeForest Kelley — Leonard McCoy
- James Doohan — Montgomery Scott
- George Takei — Hikaru Sulu

### Acteurs secondaires
- Kathryn Hays - Gem
- Alan Bergmann - Lal (Vian)
- Willard Sage - Thann (Vian)
- Davis Roberts - Docteur Ozaba
- Jason Wingreen - Docteur Linke
- Richard Geary - Garde de la sécurité
- William Blackburn - Lieutenant Hadley
- Roger Holloway - Lieutenant Lemli

## Résumé
L'Enterprise doit récupérer deux scientifique en observation sur la planète Minara II . Le capitaine Kirk, le docteur McCoy et Spock ne trouvent qu'une base déserte depuis des mois. Une éruption solaire pousse l'ingénieur Montgomery Scott alors responsable de l'Enterprise à déplacer quelque temps le vaisseau hors de l'orbite de la planète.
Temporairement hors de contact avec le vaisseau, les trois hommes se retrouvent transportés sous terre et se retrouvent enfermés avec une femme muette que McCoy surnomme « Gem » (Gemme.) Ils sont alors attaqués par deux extraterrestres, les Vians, qui blessent Kirk. Après leur départ, ils découvrent que Gem est une créature empathique, capable d'absorber les blessures de Kirk avant de les faire disparaître. Continuant leur exploration des lieux, ils découvrent les deux scientifiques qu'ils cherchaient, les docteurs Ozaba et Linke, dans des cylindres raccordés à des ordinateurs. Trois autres cylindres vides, portant les noms de Kirk, Spock et McCoy se trouvent à leur côté.
Un Vian apparaît mais une prise vulcaine de Spock permet au groupe de remonter à la surface. Ils sont surpris d'y voir une équipe de secours menée par Scotty, les attendre. Ils découvrent bien vite qu'il s'agit en vérité d'un mirage. Les Vians réussissent à ramener Gem et Kirk dans leur base souterraine et commencent à torturer Kirk sous les yeux de la jeune femme. Ceux-ci expliquent qu'ils ont testé leurs méthodes de torture sur Linke et Ozaba mais que les deux hommes en sont morts de peur. Kirk, inconscient est ramené dans la cellule avec Gem, ainsi que McCoy et Spock qui ont été téléportés à nouveau dans le souterrain. Gem absorbe à nouveau les blessures de Kirk. Les Vians apparaissent et demandent que l'un des hommes se porte volontaire pour devenir le nouveau cobaye de leurs tests. McCoy endort Kirk et Spock afin qu'ils le choisissent par défaut. Lorsque Kirk et Spock se réveillent ils découvrent, dans la salle de test, McCoy mourant, le corps couvert de blessures.
Les Vians enferment Kirk et Spock dans un champ d'énergie afin qu'ils ne puissent aider McCoy. Ils observent Gem, qui semble hésitante à absorber les importantes blessures de McCoy, ce qui pourrait la tuer. Le but initial des Vians étant de voir si elle serait capable d'assez d'empathie pour se sacrifier pour une autre forme de vie. Si elle passe le test, les Vians sauveront alors son peuple d'une supernova. Gem tente d'absorber les blessures de McCoy mais celui-ci la repousse avant qu'elle ne le complète. Spock et Kirk réussissent à sortir du champ de force et expliquent aux Vians que leur manque de compassion les pousse à faire des monstruosités. Ceux-ci réalisent leurs erreurs, soignent McCoy et partent en emportant Gem. De retour à bord de l'Enterprise, ils racontent leur histoire à Scotty, qui trouve qu'elle ressemble à celle de la parabole de la perle.

### Continuité
- Les personnages d'Uhura et Chekov n'apparaissent pas au cours de cet épisode.
- Les événements de cet épisode sont mentionnés au cours de l'épisode L'Importun.